# Bunker Hill (Kansas)
Bunker Hill és una població dels Estats Units a l'estat de Kansas. Segons el cens del 2000 tenia 101 habitants.

## Demografia
Segons el cens del 2000, Bunker Hill tenia 101 habitants, 51 habitatges, i 29 famílies. La densitat de població era de 28,3 habitants per km².
Dels 51 habitatges en un 13,7% hi vivien nens de menys de 18 anys, en un 51% hi vivien parelles casades, en un 3,9% dones solteres, i en un 43,1% no eren unitats familiars. En el 39,2% dels habitatges hi vivien persones soles l'11,8% de les quals corresponia a persones de 65 anys o més que vivien soles. El nombre mitjà de persones vivint en cada habitatge era d'1,98 i el nombre mitjà de persones que vivien en cada família era de 2,59.
Per edats la població es repartia de la següent manera: un 17,8% tenia menys de 18 anys, un 1% entre 18 i 24, un 19,8% entre 25 i 44, un 37,6% de 45 a 60 i un 23,8% 65 anys o més.
L'edat mediana era de 51 anys. Per cada 100 dones de 18 o més anys hi havia 80,4 homes.
La renda mediana per habitatge era de 24.821 $ i la renda mediana per família de 29.375 $. Els homes tenien una renda mediana de 29.167 $ mentre que les dones 30.833 $. La renda per capita de la població era de 24.128 $. Cap de les famílies i el 2,1% de la població estaven per davall del llindar de pobresa.

## Poblacions més properes
El següent diagrama mostra les poblacions més properes.